# كيها E200
كيها E200 (بالإنجليزية: KiHa E200) هو قطار ياباني يعمل بنظام هايبرد (هجين بين محرك ديزل ومحرك كهربائي)، تم تطويره وتشغيله من قبل شركة شرق اليابان للسكك الحديدية (JR East). دخل الخدمة عام 2007، ويُعد من أوائل القطارات الهجينة التجارية في العالم.

## التطوير
تم تطوير القطار كجزء من مشروع يهدف إلى تقليل انبعاثات الكربون وتحسين كفاءة استهلاك الوقود في الخطوط الريفية غير المكهربة. وقد صُنّع بالتعاون مع شركة توشيبا، وتم تزويده بمحركات ديزل صغيرة الحجم ومولدات كهربائية مع نظام تخزين طاقة باستخدام بطاريات.

## التصميم
- يتكون القطار من وحدات مفردة (عربة واحدة لكل وحدة).
- داخليًا، يحتوي على مقاعد عرضية وطولية مع مراعاة إمكانية الوصول.
- يتميز بوجود شاشة عرض إلكترونية ومكيف هواء.
- النوافذ كبيرة لتوفير رؤية بانورامية للركاب، نظرًا لعمل القطار في مناطق جبلية ذات مناظر طبيعية.

## المواصفات التقنية
| البند                   | القيمة                                              |
| ----------------------- | --------------------------------------------------- |
| الشركة المصنعة          | توشيبا                                              |
| المشغل                  | JR East                                             |
| سنة دخول الخدمة         | 2007                                                |
| عدد الوحدات المنتجة     | 3 وحدات (KiHa E200-1 إلى E200-3)                    |
| طول العربة الواحدة      | 20,000 مم                                           |
| العرض                   | 2,920 مم                                            |
| الارتفاع                | 3,620 مم                                            |
| عدد الأبواب             | بابان جانبيان في كل جهة                             |
| نظام الدفع              | ديزل-كهربائي (هايبرد)                               |
| المحرك                  | محرك ديزل متصل بمولد كهربائي + محرك كهربائي للتشغيل |
| نظام استعادة الطاقة     | كبح كهربائي مع تخزين في البطارية                    |
| المسار المستخدم         | خط كوماتسو                                          |
| السرعة التشغيلية القصوى | حوالي 100 كم/س                                      |

## التشغيل
دخل القطار الخدمة لأول مرة في 31 يوليو 2007 على خط كوماتسو، وهو خط محلي غير مكهرب يمر عبر مناطق جبلية في محافظة ناغانو. ويُستخدم القطار لخدمة الركاب اليوميين والسياح على حد سواء.

## النظام الهجين
يعتمد كيها E200 على نظام طاقة مزدوج:
- ديزل: يولّد الكهرباء عبر مولد داخلي.
- كهرباء: تُخزن الكهرباء الناتجة في بطاريات تُستخدم لتشغيل المحركات الكهربائية.
- أثناء التباطؤ أو الكبح، يتم استرجاع الطاقة (Regenerative braking) وتخزينها في البطارية.

## الأهمية البيئية
ساهم القطار في تقليل:
- استهلاك الوقود بنسبة ملحوظة مقارنة بالقطارات التقليدية.
- انبعاثات ثاني أكسيد الكربون والضوضاء، خاصة عند مغادرة المحطات.

وقد اعتُبر نموذجًا مبدئيًا للقطارات المستقبلية الهجينة في الشبكات الإقليمية.